# Daya

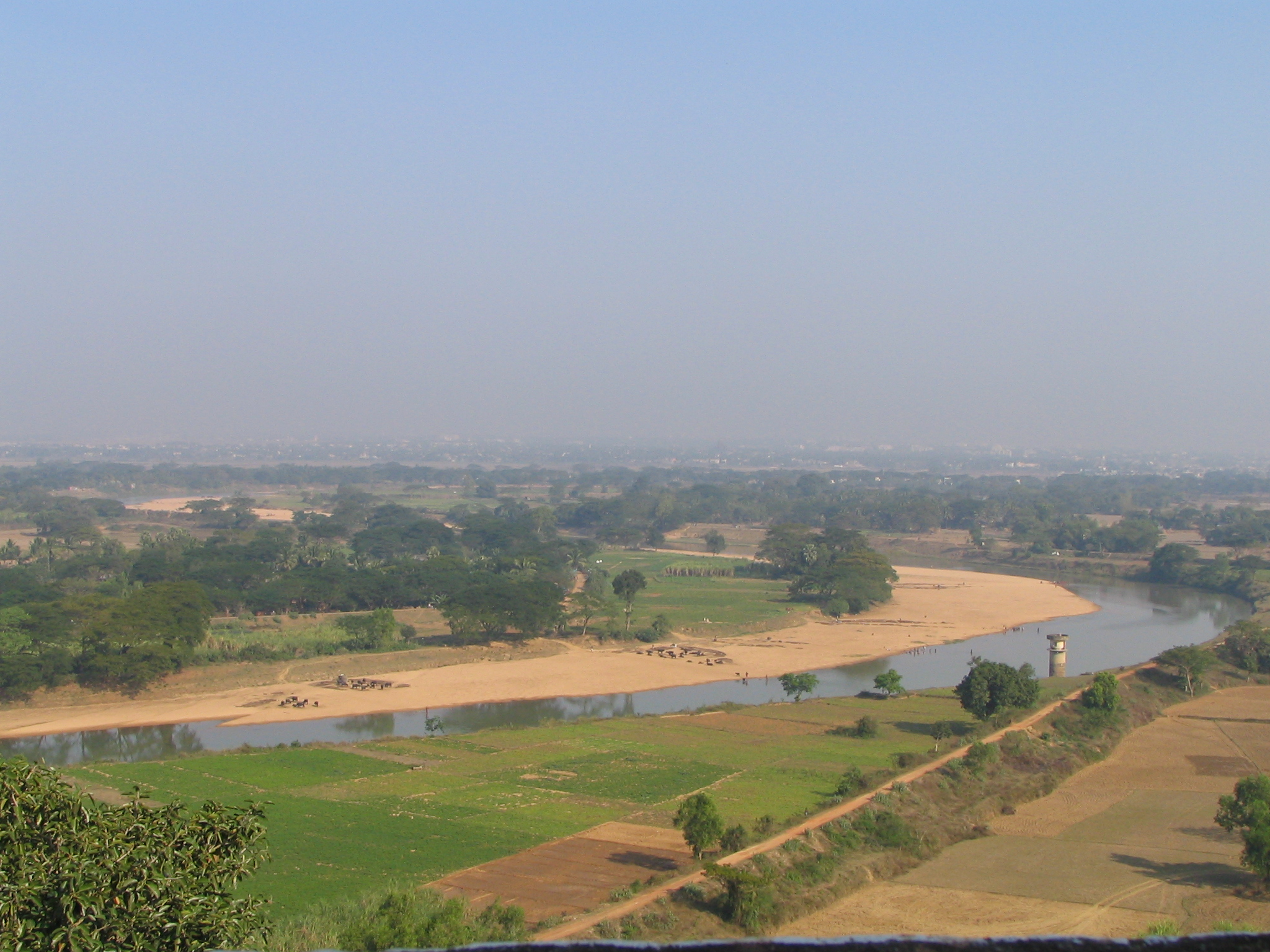
Daya, suposat camp de batalla de Kalinga

Daya (Riu de la Misericòrdia) és un riu d'Orissa, distributari de les aigües del riu Koyakhai cap al llac Chilka. Sovint provoca inundacions. El riu arrenca a Saradeipur prop de Badahati a Orissa com una branca del Koyakhai, i se li uneix aviat el Malaguni, sota Golobai; corre pel districte de Khordha i el districte de Puri i finalment desaigua al nord-est del llac Chilka a 37 km del seu origen. Les muntanyes Dhauli, a la riba del riu a 8 km de Bhubaneswar és el lloc on es van trobar gravats els principals edictes d'Asoka. També en aquest lloc es creu que es va lliurar la guerra de Kalinga (265-264 aC) entre l'imperi Maurya d'Asoka i l'estat de Kalinga una mena de república aristocràtica a la costa d'Orissa. Els horrors de la guerra i de la batalla final a la vora del riu (amb cent mil morts que van tornar l'aigua de color vermell) van fer canviar el punt de vista d'Asoka que va adoptar la pau i el budisme com a sistemes en endavant.